# Dolar neozeelandez
Dolarul neozeelandez (cod: NZD) este din 1967 valuta monetară în: Noua Zeelandă, Pitcairn, Niue, Zona Antarctică Neozeelandeză și Cook. Abrevierile acestei valute sunt: NZ$ și kiwi (cea mai des folosită). Subunitățile dolarului neozeelandez sunt cenții (100 de cenți = 1 NZ$).

## Bancnota și istoria bancnotei
Dolarul neozeelandez a fost introdus la 10 iulie 1967, înlocuind lira neozeelandeză. Schimbul de monedă s-a făcut prin trecerea în baza zece a lirei. Dolarul neozeelandez conține atât bancnote cât și monede.

### Descrierea bancnotelor
| Valoarea      | Recto | Verso                                                                                                |
| ------------- | --- | --- |
| 100 de dolari | Ernest Rutherford, un savant neozeelandez care este unul dintre pionierii în cercetarea atomului.              | Un Mohouinae, o pasăre care se găsește în unele părți ale insulei Australe.                          |
| 50 de dolari  | Apirana Ngata, un politician māori care a studiat, a protejat și a modernizat cultura māori.                   | O specie de kokako, o pasăre neozeelandeză foarte rară.                                              |
| 20 de dolari  | Elisabeta a II-a a Regatului Unit, monarhul actual al Noii Zeelande.                                           | Un uliu de Noua Zeelandă                                                                             |
| 10 dolari     | Kate Sheppard, persoana cea mai importantă în mișcarea pentru Votul Femeilor în Noua Zeelandă.                 | O rață albastră, o pasăre rară din regiunile montane neozeelandeze.                                  |
| 5 dolari      | Edmund Hillary, alpinist neozeelandez care împreună cu Tenzing Norgay au atins primii piscul muntelui Everest. | Un pinguin cu ochi galbeni, una dintre cele mai rare specii de pinguini nativi pentru Noua Zeelandă. |

Bancnotele de 1 și 2 dolari au fost scoase din circulație în 1991 și au fost înlocuite cu monedele respective.

## Monedele
Începând cu 31 iulie 2006, cinci feluri de monede sunt în circulație împreună cu dolarul neozeelandez:
- 10 cenți
- 20 de cenți
- 50 de cenți
- 1 dolar
- 2 dolari